# Albiac, Haute-Garonne
Albiac är en kommun i departementet Haute-Garonne i regionen Occitanien i södra Frankrike. Kommunen ligger i kantonen Caraman som tillhör arrondissementet Toulouse. År 2022 hade Albiac 229 invånare.

## Befolkningsutveckling
Antalet invånare i kommunen Albiac
Referens:INSEE